# Miogryllus beliz
Miogryllus beliz är en insektsart som beskrevs av Otte, D. och Perez-gelabert 2009. Miogryllus beliz ingår i släktet Miogryllus och familjen syrsor. Inga underarter finns listade i Catalogue of Life.